# Wattam
Wattam é um jogo eletrônico de ação desenvolvido pela Funomena e publicado pela Annapurna Interactive para PlayStation 4 e Microsoft Windows em 17 de dezembro de 2019. Ele foi projetado por Keita Takahashi, mais conhecido por criar a série Katamari Damacy.

## Jogabilidade
O jogo é jogado por um jogador ou em modo cooperativo, e consiste em criar amizades com outros habitantes do mundo, incluindo árvores, flores, pedras, privadas, cocô, bocas, e mais através de segurar mãos, descobrir segredos, jogar minijogos e resolver quebra-cabeças. Cada personagem possui uma melodia única, que pode ser combinada.

## Desenvolvimento
Originalmente revelado em dezembro de 2014 como um jogo exclusivo para PlayStation 4, Wattam seria publicado pela Sony Interactive Entertainment e desenvolvido pela Funomena em colaboração com a Santa Monica Studio. Entretanto, foi revelado em outubro de 2016 que a Sony não estaria mais envolvida com o projeto. Em agosto de 2017, a Annapurna Interactive foi anunciada como a nova publicadora, e que o jogo também seria lançado para Microsoft Windows.
A respeito de Wattam, o projetista Keita Takahashi disse que estava "sempre" tentando criar um jogo que fizesse as pessoas perceberem como "a nossa vida normal é incrível."

## Recepção
Wattam recebeu "críticas mistas ou medianas" de acordo com o agregador de críticas Metacritic, com uma média agregada de 73 de 100 em sua versão para Microsoft Windows e de 72 de 100 em sua versão para PlayStation 4.
O jogo foi indicado para as categorias "Família", "Game Design" e "Música" no 16º British Academy Games Awards.